# جبل هندرين

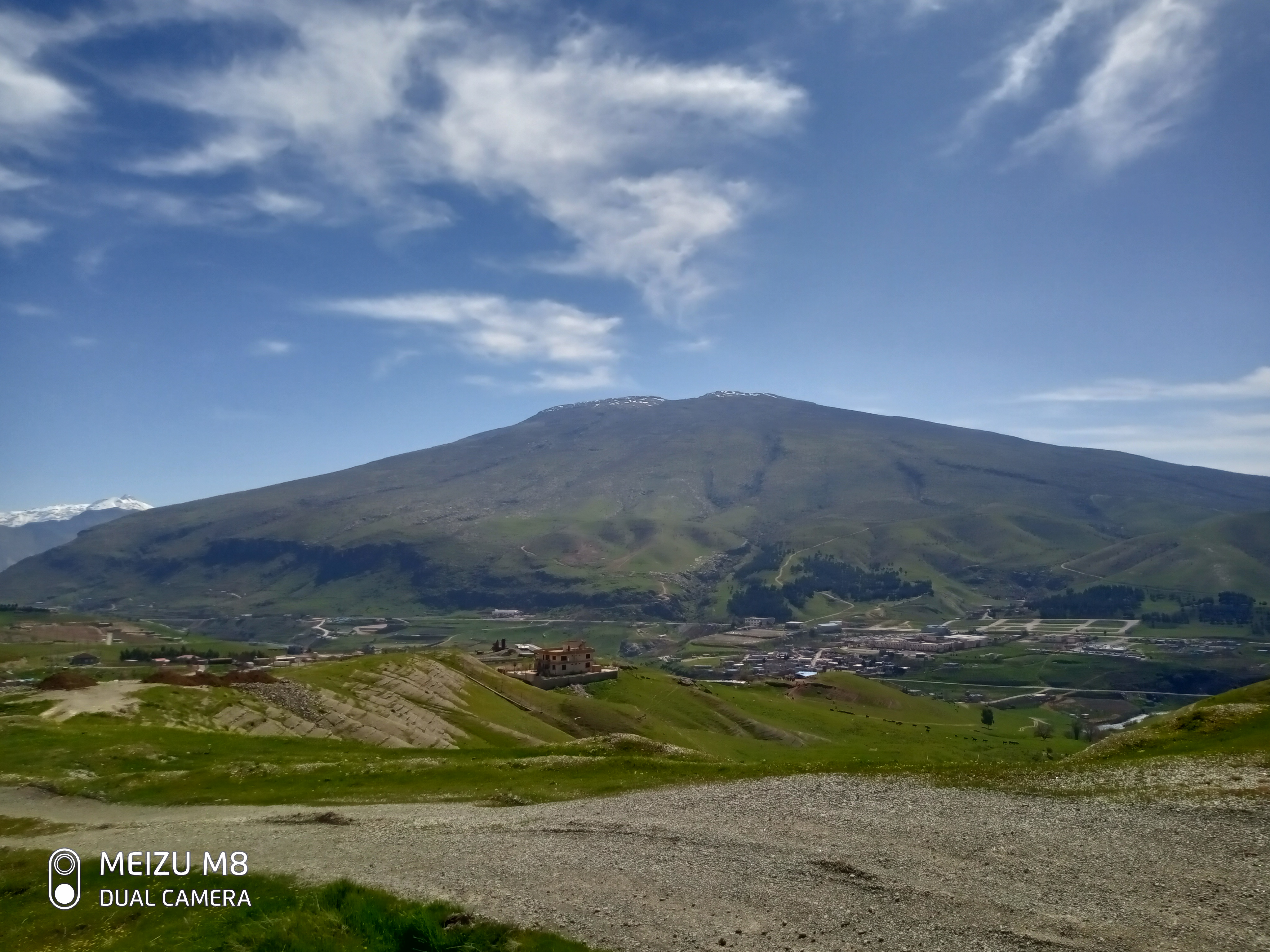
جبل هندرين

جبل هندرين هو جبل يقع في شمال شرق العراق (كردستان العراق) يشرف على مدينة راوندوز، وقريب من مدينة السليمانية شمال شرق بغداد.

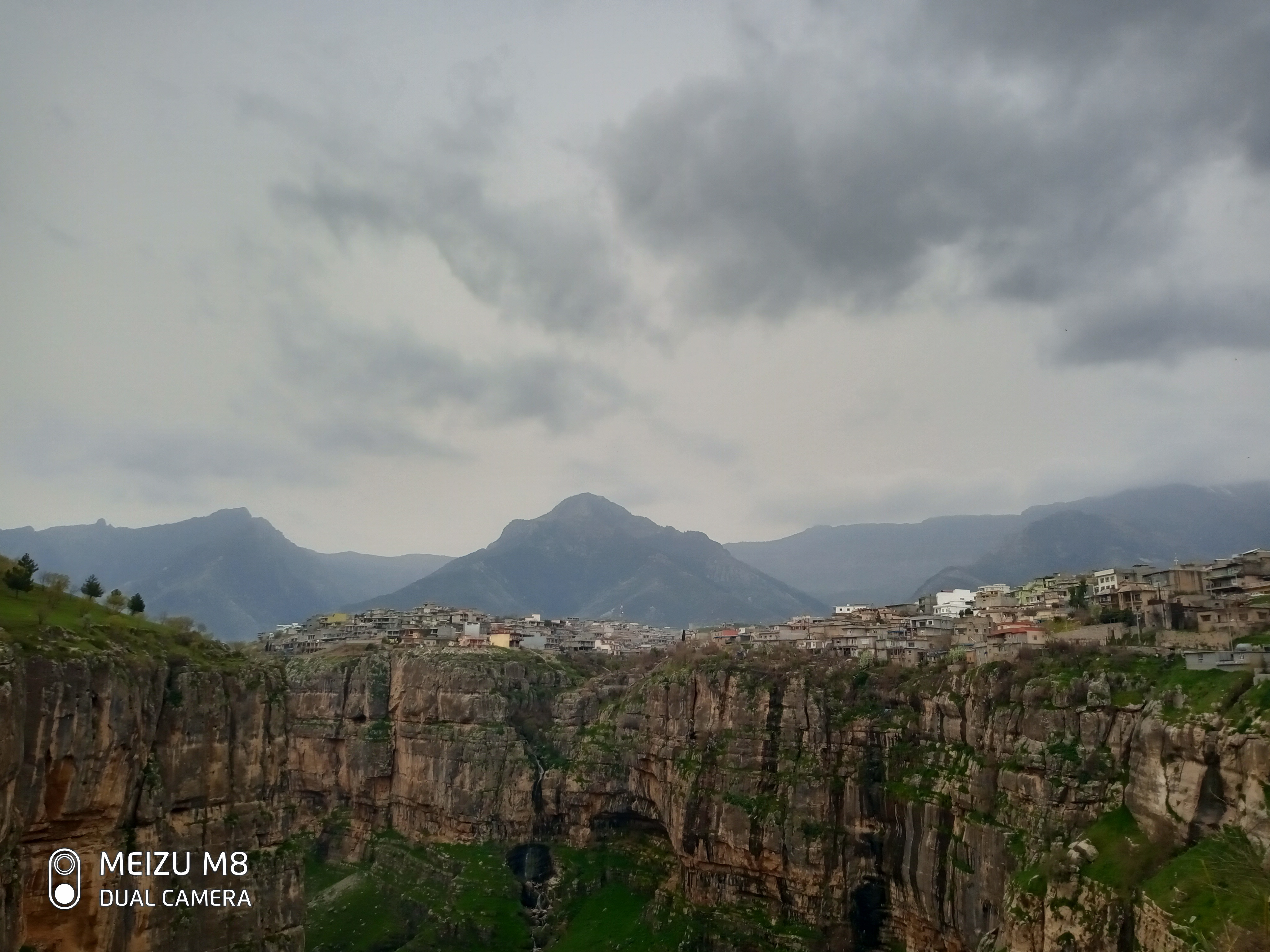
مدينة رواندز